# Putbergbron

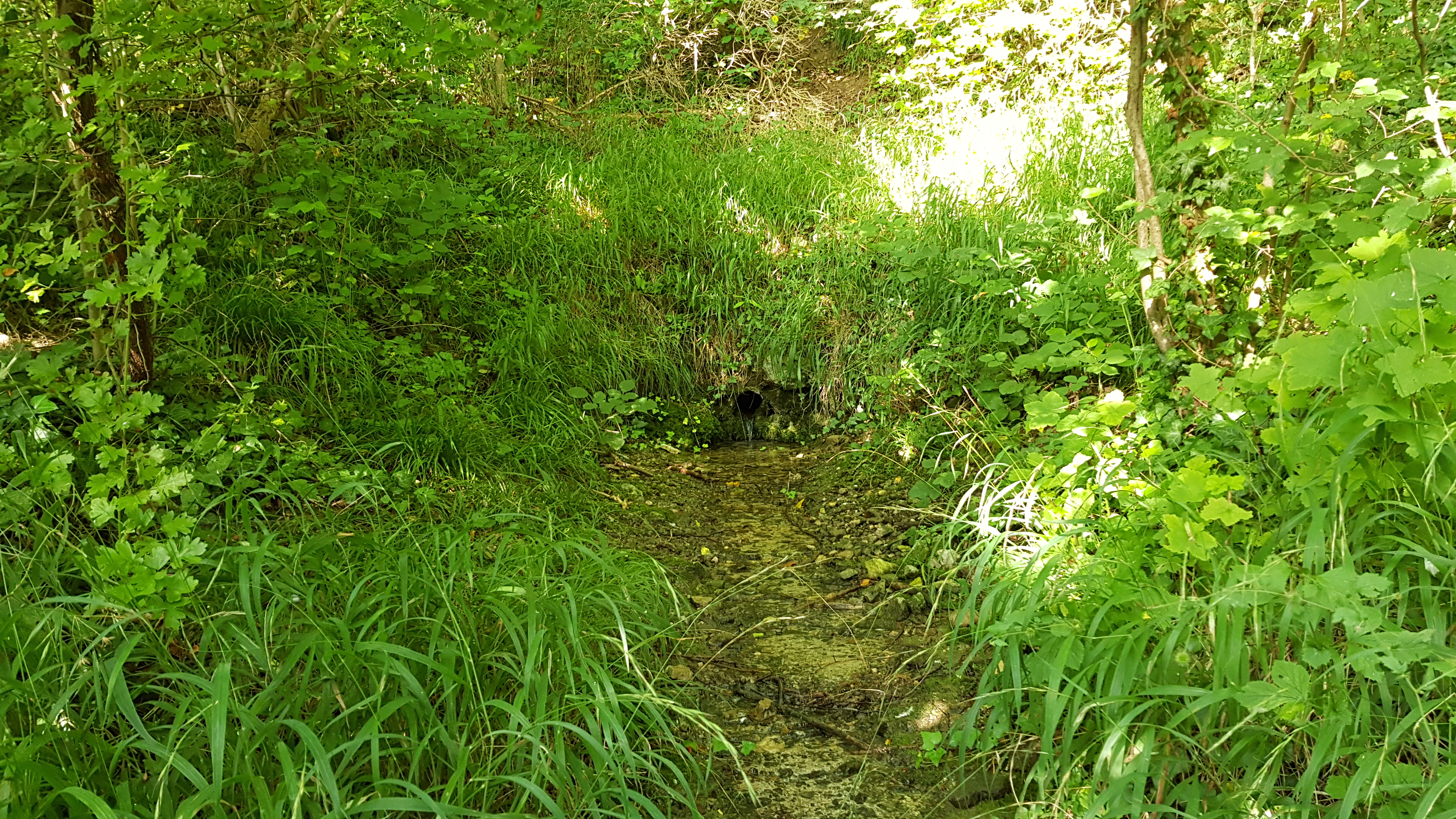
Putbergbron

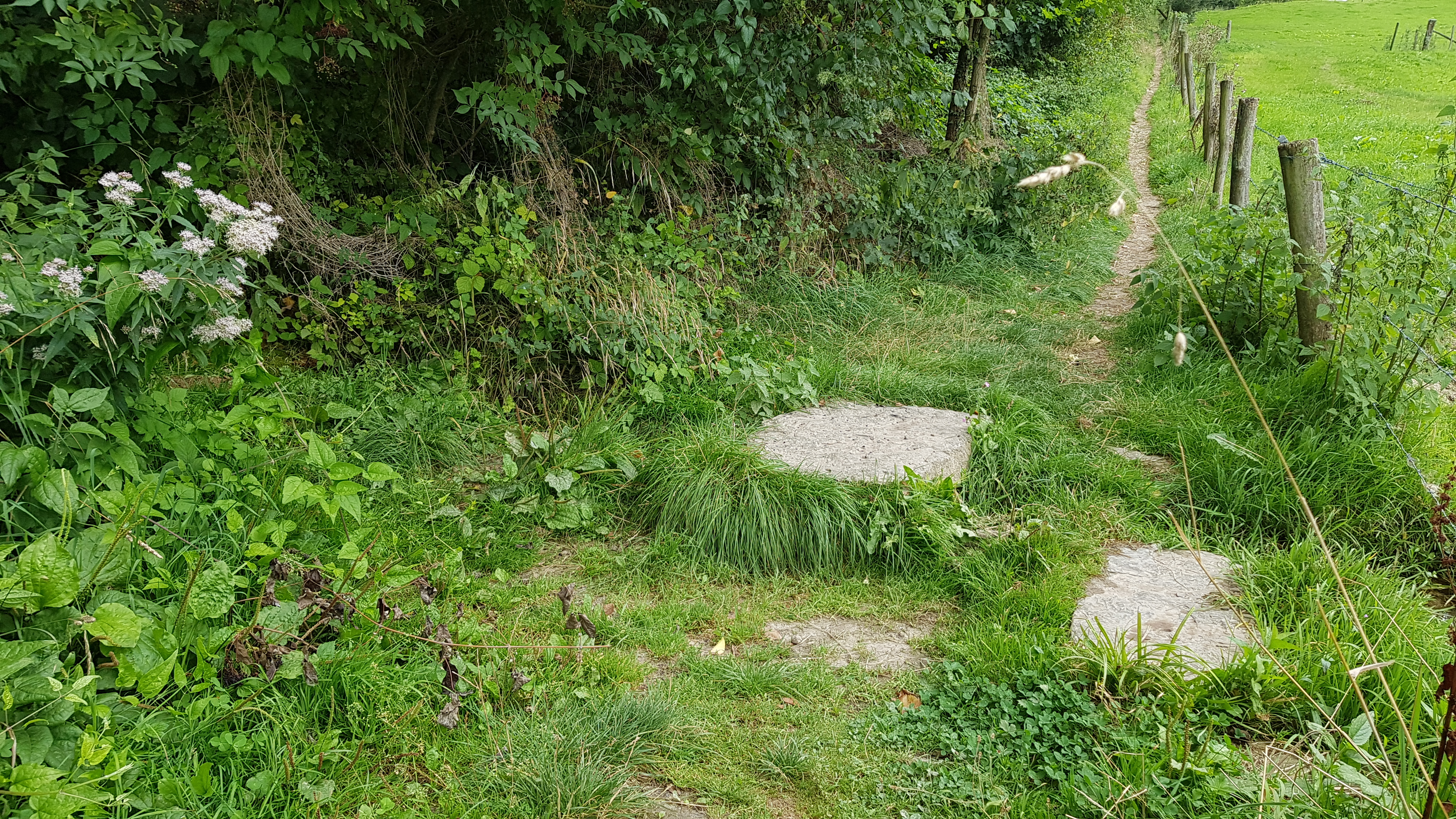
voetpad kruist beekje vlak bij Putbergbron

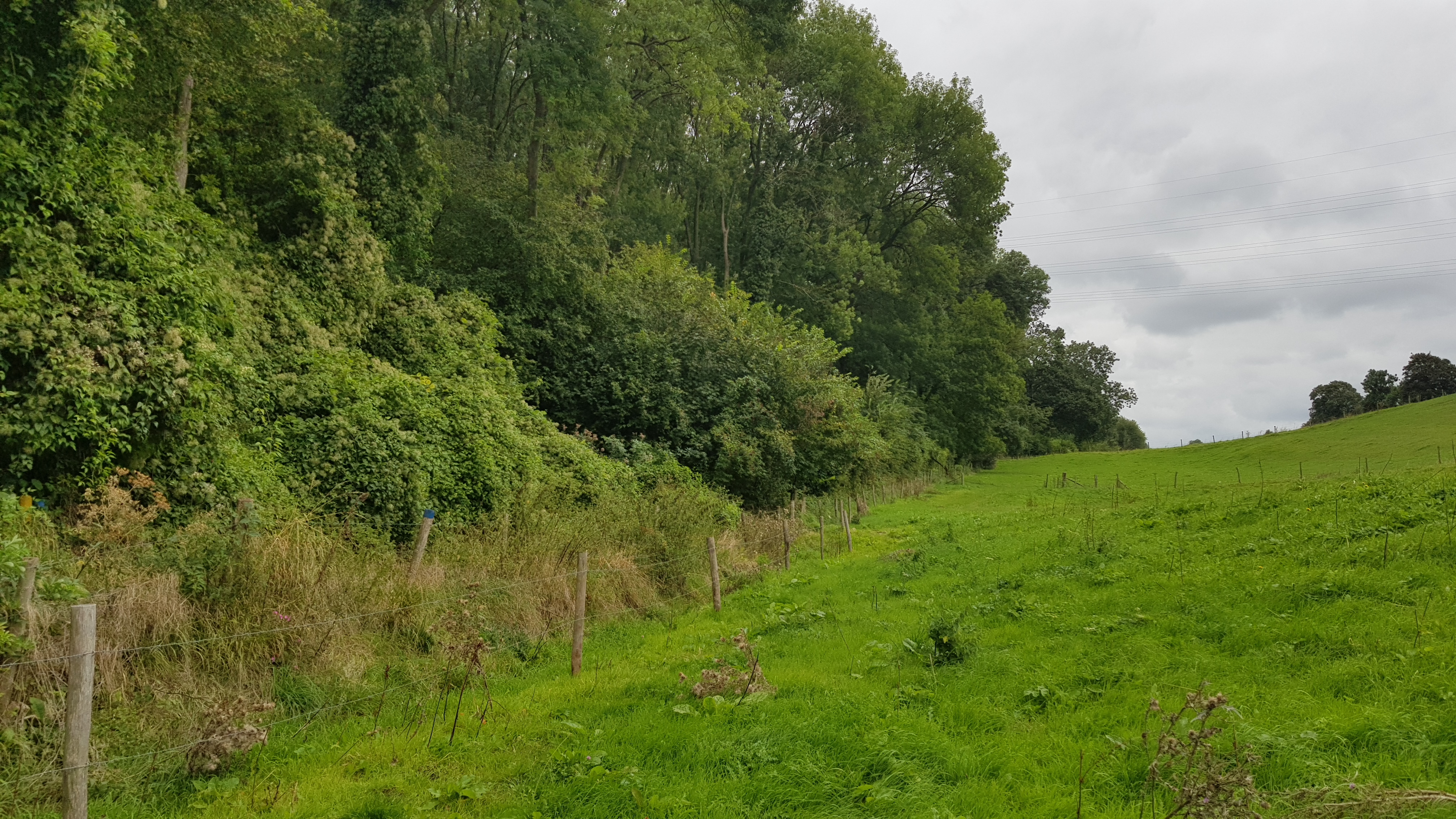
omgeving Putbergbron

De Putbergbron is een kalktufbron in Nederlands Zuid-Limburg in de gemeente Simpelveld. De bron ligt in het hellingbos de Putberg, onderdeel van het Plateau van Ubachsberg, in de overgang van de heuvel Putberg naar Droogdal de Dael.
Naar het noorden liggen de Kalkoven Bosrand, Groeve Putberg en de Groeve de Dael. Naar het zuiden ligt op ruim 400 meter de Groeve De Keverberg.

## Flora en fauna
De Putberg is een bosreservaat dat gelegen is in het Natura 2000-gebied Kunderberg.

## Geologie
De bron ontspringt in de westelijke helling van de Putberg. De ondergrond van deze heuvel wordt gekenmerkt door een groot pakket Kunrader kalksteen uit de Formatie van Maastricht met daaronder het Zand van Benzenrade uit de Formatie van Vaals. Ongeveer 250 meter ten noorden van de bron bevindt zich de typelocatie van het Zand van Benzenrade.
De bron zou zijn water krijgen doordat water, dat in de bodem zakt, stuit op een ondoordringbare laag die gevormd wordt door het Vaalser Groenzand. De bron wordt gevoed door het kalksteenpakket dat zich in de heuvel bevindt.